# ماريو كاميريني
ماريو كاميريني (6 فبراير 1895-4 فبراير 1981) مخرج وكاتب سيناريو إيطالي.
قدم أشهر الأفلام في إيطاليا خلال ثلاثينيات القرن الماضي، وكان معظمها من الأفلام الكوميدية من بطولة فيتوريو دي سيكا، أخرج 50 فيلماً حتى عام 1972 بما في ذلك أوليسيس مع النجمين الأمريكيين كيرك دوغلاس وأنتوني كوين والذي كان من أوائل افلام الإنتاج المشترك في أوروبا والولايات المتحدة الأمريكية، توفي عام 1981 في مدينة جاردوني ريفيرا بإيطاليا.